# Hispania F110
Hispania F110 je vůz týmu HRT F1, který se zúčastnil mistrovství světa v roce 2010. Monopost byl představen 4. března 2010 v Murcíi.

## Stručný popis
Vůz je šedivý, doplněn místy o národní španělské barvy, na bocích vozu jsou křestní jména pilotů, kteří do vozu usedli - Karun, Bruno, Sakon a Christian. Motorem je Cosworth CA.

## Týmové údaje
Tým se ještě na přihlášce v roce 2009 jmenoval Campos Meta F1 Team, šlo tedy o spojení týmu ex-pilota F1 Adriána Compose a společnosti Meta. Na konci roku 2009 tým převzal José Ramón Carabante, jenž je šéfem společnosti Grupo Hispania (odtud nový název týmu) a basketbalového týmu CB Murcía. Šéfem týmu je Colin Kolles, šasi vyvíjí společnost Dallara.

## Výsledky
| Legenda k tabulce | Legenda k tabulce                                                                       |
| Barva             | Výsledek                                                                                |
| ----------------- | --------------------------------------------------------------------------------------- |
| Zlatá             | Vítěz                                                                                   |
| Stříbrná          | 2. místo                                                                                |
| Bronzová          | 3. místo                                                                                |
| Zelená            | Bodované umístění                                                                       |
| Modrá             | Nebodované umístění                                                                     |
| Modrá             | Dokončil neklasifikován (NC)                                                            |
| Fialová           | Odstoupil (Ret)                                                                         |
| Červená           | Nekvalifikoval se (DNQ)                                                                 |
| Červená           | Nepředkvalifikoval se (DNPQ)                                                            |
| Černá             | Diskvalifikován (DSQ)                                                                   |
| Bílá              | Nestartoval (DNS)                                                                       |
| Bílá              | Závod zrušen (C)                                                                        |
| Světle modrá      | Pouze trénoval (PO)                                                                     |
| Světle modrá      | Páteční testovací jezdec (TD)                                                           |
| Bez barvy         | Netrénoval (DNP)                                                                        |
| Bez barvy         | Vyřazen (EX)                                                                            |
| Bez barvy         | Nepřijel (DNA)                                                                          |
| Bez barvy         | Odvolal účast (WD)                                                                      |
| Bez barvy         | Nezúčastnil se (prázdné)                                                                |
| Označení          | Význam                                                                                  |
| Tučnost           | Pole position                                                                           |
| Kurzíva           | Nejrychlejší kolo                                                                       |
| †                 | Jezdec nedojel do cíle, ale byl klasifikován, protože odjel více než 90 % délky závodu. |
| ‡                 | Byl udělován poloviční počet bodů, protože bylo odjeto méně než 75 % délky závodu.      |
| Horní index       | Umístění bodujících jezdců ve sprintu                                                   |

| Rok  | Tým                     | Motor              | Pneu | Jezdci   | 1   | 2   | 3   | 4   | 5   | 6   | 7   | 8   | 9   | 10  | 11  | 12  | 13  | 14  | 15  | 16  | 17  | 18  | 19  | Body | Umístění  |
| ---- | ----------------------- | ------------------ | ---- | -------- | --- | --- | --- | --- | --- | --- | --- | --- | --- | --- | --- | --- | --- | --- | --- | --- | --- | --- | --- | ---- | --------- |
| 2010 | Hispania Racing F1 Team | Cosworth CA2010 V8 | B    |          | BHR | AUS | MAL | CHN | ESP | MON | TUR | CAN | EUR | GBR | GER | HUN | BEL | ITA | SIN | JPN | KOR | BRA | ABU | 0    | 11. místo |
| 2010 | Hispania Racing F1 Team | Cosworth CA2010 V8 | B    | Chandhok | Ret | 14  | 15  | 17  | Ret | 14† | 20† | 18  | 18  | 19  |     |     |     |     |     |     |     |     |     | 0    | 11. místo |
| 2010 | Hispania Racing F1 Team | Cosworth CA2010 V8 | B    | Senna    | Ret | Ret | 16  | 16  | Ret | Ret | Ret | Ret | 20  |     | 19  | 17  | Ret | Ret | Ret | 15  | 14  | 21  | 19  | 0    | 11. místo |
| 2010 | Hispania Racing F1 Team | Cosworth CA2010 V8 | B    | Yamamoto |     |     |     |     |     |     | TD  |     |     | 20  | Ret | 19  | 20  | 19  |     | 16  | 15  |     |     | 0    | 11. místo |
| 2010 | Hispania Racing F1 Team | Cosworth CA2010 V8 | B    | Klien    |     |     |     |     | TD  |     |     |     | TD  |     |     |     |     |     | Ret |     |     | 22  | 20  | 0    | 11. místo |